# José Guilherme de Toledo
José Guilherme de Toledo (* 11. Januar 1994 in São Paulo) ist ein brasilianischer Handballspieler.

## Karriere
José Guilherme de Toledo begann das Handballspielen in Brasilien bei Handebol Itapema. Im Sommer 2014 schloss sich der Rückraumspieler dem spanischen Erstligisten BM Granollers an. In seiner ersten Saison bei BM Granollers erzielte er 56 Treffer in der Liga ASOBAL sowie 16 Treffer im EHF-Pokal. Nachdem Toledo in den ersten neun Saisonspielen der Spielzeit 2015/16 insgesamt 47 Tore warf, wechselte er im November 2015 zum polnischen Erstligisten Wisła Płock. In der Spielzeit 2015/16 nahm er mit Plock an der EHF Champions League teil und erzielte 30 Treffer. In der Spielzeit 2019/20 stand er beim nordmazedonischen Verein RK Vardar Skopje unter Vertrag. Anschließend wechselte Toledo zum rumänischen Erstligisten CS Minaur Baia Mare, den er nach einer Saison verließ. Nachdem Toledo die komplette Saison 2021/22 aufgrund einer Knieverletzung pausieren musste, schloss er sich dem spanischen Verein Recoletas Atlético Valladolid an.
José Guilherme de Toledo lief anfangs für die brasilianische Junioren-Auswahl auf. Bei der U-19-Handball-Weltmeisterschaft 2013 erzielte Toledo 64 Treffer, womit er den zweiten Platz in der Torschützenliste belegte. Mittlerweile gehört er dem Kader der brasilianischen Nationalmannschaft an. Mit Brasilien nahm er 2015 an der Weltmeisterschaft teil. 2016 gewann er mit Brasilien die Panamerikameisterschaft. Er gehörte bei den Olympischen Spielen 2016 sowie bei den Olympischen Spielen 2020 dem brasilianischen Kader an. Bei den Panamerikanischen Spielen 2023 gewann er mit dem Team die Silbermedaille.